# Niederhelfenschwil
Niederhelfenschwil es una comuna suiza del cantón de San Galo, ubicada en el distrito de Wil. Limita al norte con las comunas de Wuppenau (TG) y Kradolf-Schönenberg (TG), al noreste con Bischofszell (TG), al sureste con Niederbüren, al sur con Oberbüren, y al oeste con Zuzwil.